# Nati nel 1960/Giugno
| Questa pagina contiene informazioni ricavate automaticamente dalle voci biografiche con l'ausilio del template Bio e di un bot. L'aggiornamento è periodico e automatico e ricostruisce completamente la pagina. Se manca una persona in questa lista, sei pregato di non aggiungerla, ma accertati piuttosto che la sua voce biografica contenga il template Bio e che i dati anagrafici siano correttamente compilati. Se il template Bio manca, inseriscilo tu stesso o, in alternativa, metti l'avviso {{tmp\|Bio}} che ne segnala la mancanza. Se i dati riportati sono sbagliati, correggi direttamente la voce biografica; le modifiche saranno visibili in questa lista entro pochi giorni. Per chiarimenti vedi il progetto biografie. La lista contiene solo le 267 persone che sono citate nell'enciclopedia e per le quali è stato implementato correttamente il template Bio. Pagina aggiornata al 18 lug 2025. |

- 1º giugno - Chira Apostol, ex canottiera rumena
- 1º giugno - Alan Davidson, allenatore di calcio, ex calciatore e ex giocatore di calcio a 5 australiano
- 1º giugno - Tulio Díaz, ex schermidore cubano
- 1º giugno - Simon Gallup, bassista britannico
- 1º giugno - Mikael Håfström, regista e sceneggiatore svedese
- 1º giugno - Vladimir Krutov, hockeista su ghiaccio sovietico († 2012)
- 1º giugno - Laura Lattuada, attrice e conduttrice televisiva italiana
- 1º giugno - Lucy McBath, politica e attivista statunitense
- 1º giugno - Elena Muchina, ginnasta sovietica († 2006)
- 1º giugno - Semir Osmanagić, imprenditore e scrittore bosniaco
- 1º giugno - José Mário Scalon Angonese, arcivescovo cattolico brasiliano
- 1º giugno - Marta Starowicz, ex cestista polacca
- 2 giugno - Ol'ga Bondarenko, ex mezzofondista sovietica
- 2 giugno - Tony Hadley, cantante britannico
- 2 giugno - Gale Hansen, attore statunitense
- 2 giugno - Giovanni Paccosi, vescovo cattolico italiano
- 2 giugno - Bettina Schmidt, slittinista tedesca orientale († 2019)
- 2 giugno - Solange Maria de Castro, cestista brasiliana († 2017)
- 2 giugno - Pip Torrens, attore britannico
- 3 giugno - Giuseppe Bagnato, ex calciatore italiano
- 3 giugno - Leszek Bandach, ex schermidore polacco
- 3 giugno - Jeff Colyer, politico e chirurgo statunitense
- 3 giugno - Scott Hastings, ex cestista statunitense
- 3 giugno - Kim Hye-yeon, ex cestista sudcoreana
- 3 giugno - Kim Hyeon-jun, cestista e allenatore di pallacanestro sudcoreano († 1999)
- 3 giugno - David Austin Konderla, vescovo cattolico statunitense
- 3 giugno - Dariusz Oko, presbitero, teologo e filosofo polacco
- 3 giugno - Antonio Russo, giornalista italiano († 2000)
- 3 giugno - Pietro Serino, generale italiano
- 4 giugno - Miloš Đelmaš, allenatore di calcio e ex calciatore jugoslavo
- 4 giugno - Corinne Hofmann, scrittrice tedesca
- 4 giugno - Rozz Rezabek, musicista statunitense
- 4 giugno - Paula Risikko, politica finlandese
- 4 giugno - Rosa Stanisci, ex politica e sindacalista italiana
- 4 giugno - Bradley Walsh, attore, comico e conduttore televisivo britannico
- 5 giugno - Kerem Alışık, attore turco
- 5 giugno - Mourad Boudjellal, editore e dirigente sportivo francese
- 5 giugno - Andoni Cedrún, ex calciatore spagnolo
- 5 giugno - Paulo Comelli, allenatore di calcio brasiliano
- 5 giugno - Claire Fox, scrittrice e politica britannica
- 5 giugno - Leslie Hendrix, attrice statunitense
- 5 giugno - James Isaac, regista e effettista statunitense († 2012)
- 5 giugno - Rob Kaman, kickboxer e thaiboxer olandese († 2024)
- 5 giugno - Margo Lanagan, scrittrice australiana
- 5 giugno - Roberto Molina, ex velista spagnolo
- 5 giugno - Mirco Paganelli, ex calciatore italiano
- 5 giugno - Jo Prestia, kickboxer e attore italiano
- 5 giugno - Francisco Rodríguez, ex ciclista su strada colombiano
- 5 giugno - Morris Strode, tennista statunitense († 2021)
- 5 giugno - Paul Taylor, chitarrista e tastierista statunitense
- 6 giugno - Lola Forner, modella e attrice spagnola
- 6 giugno - Pier Paolo Pacini, regista teatrale italiano
- 6 giugno - Nico Papanicolaou, allenatore di calcio a 5 e ex giocatore di calcio a 5 belga
- 6 giugno - Jozef Pribilinec, ex marciatore slovacco
- 6 giugno - François Santoni, terrorista francese († 2001)
- 6 giugno - Steve Vai, chitarrista, compositore e polistrumentista statunitense
- 6 giugno - Peter Zeitlinger, direttore della fotografia, montatore e regista ceco
- 7 giugno - Angela Ahrendts, manager statunitense
- 7 giugno - Daniela Airoldi Bianchi, attrice teatrale e regista italiana
- 7 giugno - Hirohiko Araki, fumettista giapponese
- 7 giugno - Marco Bettini, scrittore e giornalista italiano
- 7 giugno - Aldo Brizzi, compositore e direttore d'orchestra italiano
- 7 giugno - Svetlana Dašić-Kitić, ex pallamanista bosniaca
- 7 giugno - Filippo Fossati, politico italiano
- 7 giugno - James Hartung, ex ginnasta statunitense
- 7 giugno - Bill Prady, sceneggiatore e produttore televisivo statunitense
- 7 giugno - Norbert Rudolph, ex calciatore tedesco orientale
- 7 giugno - Mark Thornton, economista statunitense
- 7 giugno - Maree White, ex cestista australiana
- 8 giugno - Stefano Bizzozi, allenatore di pallacanestro italiano
- 8 giugno - Eddy De Pauw, ex mezzofondista belga
- 8 giugno - Peter Heather, storico britannico
- 8 giugno - Mick Hucknall, cantante britannico
- 8 giugno - Flavia Mastrella, artista, scenografa e scultrice italiana
- 8 giugno - Giovanna Sanna, politica italiana
- 8 giugno - Philip W. Schiller, dirigente d'azienda statunitense
- 8 giugno - Agnès Soral, attrice francese
- 8 giugno - Salvatore Tarantino, ex calciatore italiano
- 8 giugno - Amanda Tobin, ex tennista australiana
- 8 giugno - Gary Trousdale, regista, doppiatore e sceneggiatore statunitense
- 9 giugno - Jorge Comas, ex calciatore argentino
- 9 giugno - Eva Dahlgren, cantante svedese
- 9 giugno - Anna van Helvoort, ex cestista olandese
- 9 giugno - Akira Koike, politico giapponese
- 9 giugno - Angelina Mihajlova, ex cestista bulgara
- 9 giugno - Sigrid Totschnig, ex sciatrice alpina austriaca
- 10 giugno - Alessio Faustini, ex maratoneta e mezzofondista italiano
- 10 giugno - Anthony Hancock, ex giocatore di football americano statunitense
- 10 giugno - Thomas F. Madden, storico e saggista statunitense
- 10 giugno - Scott McCloud, fumettista statunitense
- 10 giugno - Lorella Pescerelli, cantante italiana
- 10 giugno - Lee Smith, montatore australiano
- 10 giugno - Mark-Anthony Turnage, compositore britannico
- 10 giugno - Miroslav Zajonc, ex slittinista cecoslovacco
- 11 giugno - Anne Teresa De Keersmaeker, ballerina e coreografa belga
- 11 giugno - Graham Withey, ex calciatore inglese
- 11 giugno - Mehmet Öz, chirurgo, conduttore televisivo e autore televisivo statunitense
- 12 giugno - Alessandro Alibrandi, terrorista italiano († 1981)
- 12 giugno - Luca Bartolini, ex calciatore italiano
- 12 giugno - Mark Calcavecchia, golfista statunitense
- 12 giugno - Pappi Corsicato, regista e sceneggiatore italiano
- 12 giugno - Alfredo Costantini, militare italiano († 1983)
- 12 giugno - Giovanni Errichiello, ex pallavolista italiano
- 12 giugno - Joe Kopicki, ex cestista statunitense
- 12 giugno - Hagen Stamm, ex pallanuotista tedesco
- 13 giugno - Ezio Gianola, pilota motociclistico italiano
- 13 giugno - Lawrence Hecht, attore e doppiatore statunitense
- 13 giugno - Paolo Pilotto, politico italiano
- 13 giugno - Jacques Rougeau, ex wrestler canadese
- 14 giugno - Tonie Campbell, ex ostacolista statunitense
- 14 giugno - Benoît Laporte, allenatore di hockey su ghiaccio e ex hockeista su ghiaccio canadese
- 14 giugno - Philippe Marocco, ex rugbista a 15 e allenatore di rugby a 15 francese
- 14 giugno - Antonio Murro, cantante e musicista italiano
- 14 giugno - Jan Sagedal, ex pesista norvegese
- 14 giugno - Jerko Tipurić, allenatore di calcio e ex calciatore croato
- 14 giugno - Flavio Togni, circense italiano
- 14 giugno - Dmitrij Vrubel', pittore russo († 2022)
- 15 giugno - Didier Courrèges, cavaliere francese
- 15 giugno - Patrick Edlinger, arrampicatore francese († 2012)
- 15 giugno - Kim Young-nam, ex lottatore sudcoreano
- 15 giugno - Michèle Laroque, attrice, regista e sceneggiatrice francese
- 15 giugno - Fabio Liberatori, musicista e compositore italiano
- 15 giugno - Mauro Longo, ex ciclista su strada italiano
- 15 giugno - Long Jeanne Silver, ex attrice pornografica statunitense
- 15 giugno - Giovanni Tombolato, politico italiano
- 15 giugno - Gigi Vigliani, imitatore italiano
- 15 giugno - Graham Williamson, ex mezzofondista britannico
- 16 giugno - Michael Manring, bassista statunitense
- 16 giugno - Mike Quick, ex giocatore di football americano statunitense
- 16 giugno - Alessandro Robecchi, giornalista, autore televisivo e scrittore italiano
- 16 giugno - Luis Sharpe, giocatore di football americano cubano († 2025)
- 16 giugno - Coleen Sommer, ex altista statunitense
- 17 giugno - Hans van Baalen, politico olandese († 2021)
- 17 giugno - Adrián Campos, dirigente sportivo e pilota automobilistico spagnolo († 2021)
- 17 giugno - Thomas Haden Church, attore statunitense
- 17 giugno - Steve Lowndes, ex calciatore gallese
- 17 giugno - Giulio Mozzi, scrittore, curatore editoriale e poeta italiano
- 17 giugno - Gary Williams, ex calciatore inglese
- 17 giugno - Anthony Willis, ex pugile britannico
- 18 giugno - Bizu, ex calciatore brasiliano
- 18 giugno - Nasser Bouiche, ex calciatore algerino
- 18 giugno - Gary Breit, tastierista canadese
- 18 giugno - Barbara Broccoli, produttrice cinematografica statunitense
- 18 giugno - Kevin Drinkell, allenatore di calcio e ex calciatore inglese
- 18 giugno - Marie-Cécile Gros-Gaudenier, ex sciatrice alpina francese
- 18 giugno - Christopher Lloyd, sceneggiatore e produttore televisivo statunitense
- 18 giugno - Giancarlo Loquenzi, giornalista e conduttore radiofonico italiano
- 18 giugno - Maria Morace, calciatrice italiana
- 18 giugno - Carlos Olmedo, ex calciatore paraguaiano
- 18 giugno - Omar Abdirashid Ali Sharmarke, politico somalo
- 18 giugno - Marco Vitali, ex ciclista su strada italiano
- 18 giugno - West Arkeen, chitarrista, compositore e percussionista statunitense († 1997)
- 19 giugno - Cathrine Andersen, ex cestista svedese
- 19 giugno - Arnt Erik Dale, ex sciatore alpino norvegese
- 19 giugno - Margit Eckholt, teologa tedesca
- 19 giugno - Rino Gandini, allenatore di calcio e ex calciatore italiano
- 19 giugno - Johnny Gray, ex mezzofondista statunitense
- 19 giugno - Janez Pleteršek, ex sciatore alpino jugoslavo
- 19 giugno - Enrica Rosso, attrice italiana
- 20 giugno - Renata Capitanio, ex mezzofondista e velocista italiana
- 20 giugno - Christophe Gomart, militare e politico francese
- 20 giugno - Cinzia Milella, ex cestista italiana
- 20 giugno - Valeria Palermi, giornalista italiana
- 20 giugno - John Taylor, musicista britannico
- 20 giugno - Marta Verginella, storica italiana
- 21 giugno - Ingrīda Amantova, ex slittinista sovietica
- 21 giugno - Kate Brown, politica statunitense
- 21 giugno - Karl Erjavec, politico sloveno
- 21 giugno - Moussa Faki, politico ciadiano
- 21 giugno - Andreas Knebel, ex velocista tedesco
- 21 giugno - Philadelpho Menezes, poeta e artista brasiliano († 2000)
- 21 giugno - Luis Casimiro, allenatore di pallacanestro spagnolo
- 21 giugno - Fritz Walter, ex calciatore tedesco
- 22 giugno - Erin Brockovich, attivista statunitense
- 22 giugno - Eduard Demandt, ex giocatore di calcio a 5 olandese
- 22 giugno - Israel Elimelech, ex cestista israeliano
- 22 giugno - Fabio Farronato, attore e regista teatrale italiano
- 22 giugno - Luís de Oliveira Gonçalves, allenatore di calcio angolano
- 22 giugno - Doug Kimbell, ex pallanuotista statunitense
- 22 giugno - Robertinho, ex calciatore e allenatore di calcio brasiliano
- 22 giugno - Kenneth Pinyan, ingegnere statunitense († 2005)
- 22 giugno - Rovana Plumb, politica rumena
- 22 giugno - Tracy Pollan, attrice statunitense
- 22 giugno - Ágatha Ruiz de la Prada, stilista spagnola
- 22 giugno - Eugenia Salvi, arciera italiana
- 22 giugno - Adam Schiff, politico statunitense
- 23 giugno - Giovanni Bianconi, giornalista e saggista italiano
- 23 giugno - Joseph Brutsman, attore, produttore televisivo e sceneggiatore statunitense
- 23 giugno - Marco Cestoni, produttore discografico italiano
- 23 giugno - Francesco Della Monica, ex calciatore italiano
- 23 giugno - Vincenzo Marino, allenatore di calcio e ex calciatore italiano
- 23 giugno - Samia Nkrumah, politica ghanese
- 23 giugno - Jaume Nomen Torres, astronomo spagnolo
- 23 giugno - Paolo Spoladore, scrittore italiano
- 23 giugno - Fadil Vokrri, dirigente sportivo e calciatore kosovaro († 2018)
- 23 giugno - Luciano del Castillo, fotografo e giornalista italiano
- 24 giugno - Claudio Amati, fondista di corsa in montagna italiano
- 24 giugno - Elish Angiolini, avvocato e funzionaria scozzese
- 24 giugno - Nate Carr, ex lottatore statunitense
- 24 giugno - J. Bradford DeLong, economista statunitense
- 24 giugno - Pascale Ehrenfreund, astrofisica austriaca
- 24 giugno - Mark Damon Espinoza, attore statunitense
- 24 giugno - Siedah Garrett, cantautrice statunitense
- 24 giugno - Kojo Koev, ex cestista bulgaro
- 24 giugno - Ingo Mendel, ex cestista tedesco
- 24 giugno - Erik Poppe, regista, sceneggiatore e produttore cinematografico norvegese
- 24 giugno - Ian Rogers, scacchista australiano
- 24 giugno - Barry Rohrssen, allenatore di pallacanestro statunitense
- 24 giugno - René Temmink, ex arbitro di calcio olandese
- 25 giugno - Halim Ben Mabrouk, ex calciatore algerino
- 25 giugno - Giuseppe Ciccarone, economista italiano
- 25 giugno - Nicola Di Girolamo, politico italiano
- 25 giugno - Carola Dombeck, ex ginnasta tedesca
- 25 giugno - Juan Carlos Elizalde Espinal, vescovo cattolico spagnolo
- 25 giugno - Eve Gordon, attrice statunitense
- 25 giugno - Giovanni Guerrini, ex calciatore italiano
- 25 giugno - Vittorio Hösle, filosofo, saggista e traduttore italiano
- 25 giugno - Craig Johnston, ex calciatore australiano
- 25 giugno - Svetlana Kitova, mezzofondista russa († 2015)
- 25 giugno - Laetitia Meignan, ex judoka francese
- 25 giugno - Laurent Rodriguez, ex rugbista a 15, allenatore di rugby a 15 e dirigente sportivo francese
- 25 giugno - Blandine Roudet, ex cestista francese
- 25 giugno - Aldo Serena, ex calciatore italiano
- 25 giugno - Pierluigi Serra, scrittore, giornalista e calligrafo italiano
- 25 giugno - Mick Waitt, allenatore di calcio e ex calciatore neozelandese
- 26 giugno - Rumen Aleksandrov, ex sollevatore bulgaro
- 26 giugno - Mark Durkan, ex politico britannico
- 26 giugno - Roberto Terenzi, ex cestista italiano
- 27 giugno - David Cholmondeley, VII marchese di Cholmondeley, regista cinematografico e nobile britannico
- 27 giugno - Norm Clarke, ex cestista canadese
- 27 giugno - Craig Hodges, ex cestista e allenatore di pallacanestro statunitense
- 27 giugno - Luisa Iovane, arrampicatrice e alpinista italiana
- 27 giugno - Robert King, direttore d'orchestra inglese
- 27 giugno - Angelo Lombardo, politico italiano
- 27 giugno - Michael Mayer, regista, librettista e produttore televisivo statunitense
- 27 giugno - Luigi Mignacco, fumettista e sceneggiatore italiano
- 27 giugno - Jim Nussle, politico e avvocato statunitense
- 27 giugno - Axel Rudi Pell, chitarrista tedesco
- 27 giugno - Paolo Pietrosanti, politico e attivista italiano († 2011)
- 27 giugno - Jeremy Swift, attore britannico
- 28 giugno - Andrea Benelli, dirigente sportivo e ex tiratore a volo italiano
- 28 giugno - Carmelo Bongiorno, fotografo e docente italiano
- 28 giugno - John Elway, ex giocatore di football americano statunitense
- 28 giugno - Marek Jurek, politico polacco
- 28 giugno - Wim Koevermans, allenatore di calcio e ex calciatore olandese
- 28 giugno - Howie Pyro, bassista, chitarrista e musicista statunitense († 2022)
- 28 giugno - Giuseppe Lumia, politico italiano
- 28 giugno - Jon Rognlien, traduttore e critico letterario norvegese
- 28 giugno - Dejan Srzić, allenatore di pallacanestro serbo
- 28 giugno - Gherardo Ugolini, filologo classico e grecista italiano
- 29 giugno - Éric Barbier, regista e sceneggiatore francese
- 29 giugno - Tomaž Cerkovnik, sciatore alpino e allenatore di sci alpino sloveno († 2004)
- 29 giugno - Antoine Chappey, attore francese
- 29 giugno - Piero Cusato, tastierista e compositore italiano († 2010)
- 29 giugno - Jeff Jones, ex cestista e allenatore di pallacanestro statunitense
- 29 giugno - Karla Linke, ex nuotatrice tedesca orientale
- 29 giugno - Luís Onmura, judoka brasiliano († 2024)
- 29 giugno - Kevin Shirley, produttore discografico sudafricano
- 29 giugno - Karsten Speck, attore, cabarettista e personaggio televisivo tedesco
- 29 giugno - Manuel Zúñiga, allenatore di calcio e ex calciatore spagnolo
- 30 giugno - Kwesi Appiah, allenatore di calcio e ex calciatore ghanese
- 30 giugno - Eric Caudieux, tecnico del suono, produttore discografico e tastierista francese
- 30 giugno - Yahya Ould Ahmed El Waghef, politico mauritano
- 30 giugno - Maad Ibrahim, ex calciatore iracheno
- 30 giugno - Jack McConnell, politico scozzese
- 30 giugno - Brendan O'Brien, tastierista e compositore statunitense
- 30 giugno - Orlando Phillips, ex cestista statunitense